# بهنيا
قرية بهنيا هي إحدى القرى التابعة لمركز ديرب نجم في محافظة الشرقية في جمهورية مصر العربية. حسب إحصاءات سنة 2006، بلغ إجمالي السكان في بهنيا 13228 نسمة، منهم 6785 رجل و6443 امرأة.

## التاريخ
ذكرها علي مبارك في كتابه الخطط التوفيقية باسم "بهنيا الغنم"، حيث ذكر أنها قرية صغيرة من قرى مديرية الشرقية بقسم الإبراهيمية.